# Milko Gaydarski
Milko Gaydarski (Sófia, 18 de março de 1946 - 23 de dezembro de 1989) foi um futebolista profissional búlgaro, que atuava como defensor, medalhista olimpico.

## Carreira
Milko Gaydarski fez parte do elenco da Seleção Búlgara de Futebol da Copa do Mundo de 1970. 